# 受容体拮抗薬
受容体拮抗薬（じゅようたいきっこうやく、英: antagonist）とは、生体内の受容体分子に働いて神経伝達物質やホルモンなどの働きを阻害する物質である。
アンタゴニスト、拮抗薬（きっこうやく）、拮抗剤（きっこうざい）、拮抗物質（きっこうぶっしつ）、遮断薬（しゃだんやく）、ブロッカーとも呼ぶ。作用自体はないが受容体に可逆的に結合するため、濃度支配的に受容体が本来のリガンド分子と結合する部位を奪い合うことによってアゴニストの作用を阻害する競合的拮抗薬と、受容体の結合定数に影響をおよぼしたり受容体と不可逆的に結合したりするなどしてアゴニストの作用を阻害する非競合的拮抗薬がある。
アンタゴニスト存在下で、アゴニストによる濃度-作用曲線（ドーズ・レスポンスカーブ）を描かせると、競合的拮抗薬の場合では高濃度側へのカーブシフトが起こり、非競合的拮抗薬の場合は最大反応の低下が起こる。
リガンドの構造としてノルアドレナリンやドーパミンなどのカテコールアミンを例に取ると、カテコール環の部位が作用発現に必要な作用基で、炭素鎖をもつアミンの部位が結合基であると考えられる。したがって、作用基であるカテコール環に改変を加えるとアンタゴニストとして働く場合が多い。その一方、結合基に改変を加えると、受容体サブタイプへの選択性や作用濃度域の変化をもたらすことが多い。

## 有名なアンタゴニストの例
南アメリカの原住民が狩猟に用いるクラーレは、アンタゴニストとして有名な例である。これらはアセチルコリンのアンタゴニストとして作用することによって骨格筋の神経伝達の遮断を引き起こすが、消化管からは吸収されないために捕獲した動物を食べることができる。

## サイレントアンタゴニスト

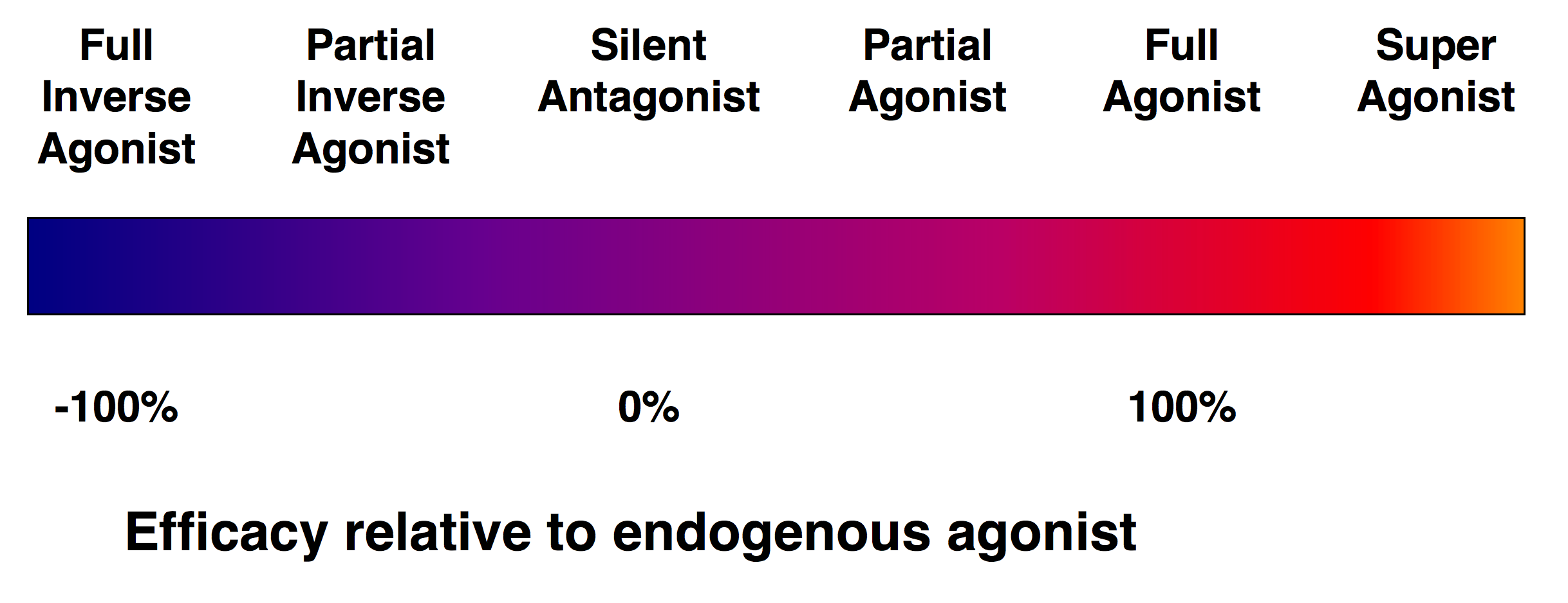
受容体完全逆作動薬から受容体超作動薬までの広がり

サイレントアンタゴニスト（完全遮断薬）とは、受容体を活性化する本質的な活性を持たない競合的な受容体拮抗薬のことである。いわば、真のアンタゴニストである。完全に不活性なアンタゴニストを、弱い部分的アゴニストやインバースアゴニストと区別するために作られた用語である。